# Dót lá dài
Dót lá dài (danh pháp: Ehretia longiflora) là loài thực vật có hoa trong họ Ehretiaceae. Loài này được Champ. ex Benth. mô tả khoa học đầu tiên năm 1853.